# Списак султана Османског царства
Ово је списак султанa Османског царства. Укупно их је било 36. Абдул Меџид II је био само калиф јер је 1. новембра 1922. Национална скупштина укинула султанат. Осман I и Орхан I су носили титуле бегова, а тек од Мурата I владари носе титулу султана. Од Селима I султани носе и титулу калифе (наследника Мухамеда). Сви владари сем Османа I су имали тугре, монограме султана.

## Званична титула османских султана
Званична, пуна титула османских султана је била:
'Ala Hazrat-i-Aqdas-i-Humayun (Његово свето и царско величанство) Sultan Н. Н. Khan,
Падишах, тј. цар,
Hunkar-i Khanedan-i Al-i Osman, тј. Суверен династије Османа,
Sultan us-Selatin, тј. Султан над султанима,
Каган, тј. Кан над кановима,
Amir ul-Mu'minin ve Khalifeh ul-Rasul Rub al-A’alimin, тј. Заповедник верника и наследник пророка Господара универзума,
Khadim ul-Haramayn ush-Sharifayn, тј. Старатељ двеју племенитих светиња (тј. светих градова Меке, и Медине),
Kaysar-i-Rum, тј. Император Рима,
Padisah-i thalath sehireha-i Qostantiniyye, Edirne ve Hudavendigar, ul sehireyn-i Dimasq ve Qahira, tamam Azerbayjan, Magrib, Barqah, Kayravan, Haleb, ul-‘Iraq-i ‘Arab vel ‘Ajam, Basra, ul-dulan-i Lahsa, Rakka, Musul, Partiyye, Diyarbekir, Kilikiyye, ul vilayatun-i Erzurum, Sivas, Adana, Karaman, Van, Barbariyye, Habes, Tunus, Trablus-i Garb, Sam, K?br?s, Rodos, Girit, ul vilayet-i Mora, ul Bahr-i Sefid vel Bahr-i Siyah ve i-swahil, Anadolu, Rumeli, Bagdad, Kurdistan, Yunanistan, Turkistan, Tatariyye, Cerkesyye, ul mintaqateyn-i Kabarda, Gurjistan, ul-Dest-i Qipcaq, tamam ul-mamlikat-i Tatar, Kefe ve tamam ul-etraf, Bosna, ul sehir ve hisar-i Belgrat, ul vilayet-i S?rbistan bil tamam ul-hisareha ve sehireha, tamam Arnavut, tamam Eflak ve Bogdan, ve tamam ul-mustamlak vel-hududeha, ve muteaddit mamalekat ve sehireha, тј. Цар три града Константинопоља, Адрианопоља и Бурсе, и градова Дамаска и Каира, целог Азербејџана, Магреба, Барке, Керуана, Алепа, арапског и персијског Ирака, Басре, Лахше, Ар Раке, Мосула, Парте, Дијарбакира, Киликије, провинција Ерзурума, Сивас, Адане, Карамана, Вана, Берберије, Абисинија, Туниса, Триполија, Дамаска, Кипра, Родоса, Крита, провинције Мореје, Средоземног мора, Црног мора и њихових обала, Анадолије, Румелије, Багдада, Грчке, Туркестана, Тартарије, Черкезије, две области Кабарда, Грузије, кипчачких степа, целе земље Татара, Кефе и и свих околних области, Босне, града и тврђаве Београда, пашалука Србије, са свим утврђењима и градовима, целе Албаније, целог Ефлака и Богданије, као и свих зависних и пограничних, и многих других земаља и градова.

## Списак султана
| #                                      | Султан                                                                                    | Портрет                                    | Владао од                                                         | Владао до                | Тугра                          | Напомене |
| -------------------------------------- | ----------------------------------------------------------------------------------------- | ------------------------------------------ | ----------------------------------------------------------------- | ------------------------ | ------------------------------ | --- |
| Предосманско доба                      |                                                                                           |                                            |                                                                   |                          |                                | |
| —                                      | Ертугрул-бег (р. 1198 — у. 1281)                                                          | Ертугрул                                   | 1230                                                              | 1281                     | —                              | - Син Каја Алп Оглу Сулејман Шах; - Владао све до своје смрти. - Отац Османа I и изабрани вођа Каји клана Огуз племена. |
| —                                      | Осман-бег (р. 1258 — у. 1326)                                                             | Портрет Османа I од Џона Јанга             | 1281                                                              | 1299                     | —                              | - Син Ертугрул-бега; - Изабран од стране бегова Каји племена за поглавара као наследника свога оца Ертугрул-бега, и проглашен за принца (емира) од стране Ала ад-Дин Кејкубада III, султана Иконијског султаната. - Постао самосталан суверен падом Иконијског султаната 27. јула 1299.                                                                    |
| (27. јул 1299. — 20. јул 1402.)        |                                                                                           |                                            |                                                                   |                          |                                | |
| 1                                      | Осман I GHAZI (Ратник) BEY (Господар) KARA (Црни)                                         | Портрет Османа I од Џона Јанга             | 1299                                                              | 1326                     | —                              | - Син Ертугрул-бега; - Дана 27. јула 1299, прогласио независност од Иконијског султаната. - Владао све до своје смрти. |
| 2                                      | Орхан I GHAZI (Ратник) BEY (Господар)                                                     | Портрет Орхана I                           | 1326                                                              | 1362                     | Тугра Орхана I                 | - Син Османа I; - Освојио Бурсу без борбе 1326 године. - Владао све до своје смрти. |
| 3                                      | Мурат I HÜDAVENDİGÂR (Праведни) ŞEHÎD (Шeхид — Мученик)                                   | Портрет Орхана I                           | 1362                                                              | 15. јун 1389             | Тугра Мурата I                 | - Син Орхана I; - Владао све до своје смрти; - Погинуо на бојном пољу у боју на Косову 15. јуна 1389. |
| 4                                      | Бајазит I YILDIRIM (Муњевити)                                                             |                                            | 15. јун 1389                                                      | 20. јул 1402             | Тугра Бајазита I               | - Син Мурата I; - Заробљен на бојном пољу у бици код Ангоре (de facto крај владавине); - Умро у заробљеништву у Акшехиру 8. марта 1403. |
| (20. јул 1402. — 5. јул 1413.)         |                                                                                           |                                            |                                                                   |                          |                                | |
| —                                      | Иса Челебија Савладар Анадолије                                                           |                                            | 1403                                                              | 1405                     | —                              | - Након Битке код Ангоре 20. јула 1402, Иса Челебија побеђује Мусу Челебију и почиње да влада приближно следеће две године западним деловима Анадолије под влашћу царства. - Поражен од стране Мехмеда Челебије у бици код Улубата 1405. године. - Погубљен 1406. године.                                                                                  |
| —                                      | Емир Сулејман Челебија Први султан Румелије                                               |                                            | 20. јул 1402                                                      | 17. фебруар 1411.        | —                              | - Стекао титулу Султан Румелије за европски део царства, недуго након османског пораза у Бици код Ангоре 20. јула 1402. - Погубљен 17. фебруар 1411. |
| —                                      | Муса Челебија Други султан Румелије                                                       | Портрет Мусе Челебија                      | 18. фебруар 1411                                                  | 5. јул 1413.             | —                              | - Стекао титулу Султан Румелије за европски део царства 18. фебруара 1411, након смрти Сулејмана Челебије. - Погинуо 5. јула 1413. од стране војске Мехмеда Челебије у бици у близини Самокова у Бугарској. |
| —                                      | Мехмед Челебија Султан Анадолије                                                          | Портрет Мехмеда Челебије                   | 1403–1406 (Султан Источне Анадолије) 1406–1413 (Султан Анадолије) | 5. јул 1413              | —                              | - Стекао контролу над источним деловима Анадолије као савладар након пораза у бици код Ангоре 20. јула 1402. - Поразио Ису Челебију у бици код Улубата 1405. године. - Постао једини владар територија Анадлије под влашћу Османског царства након Исине смрти 1406. године. - Стекао титулу Османски султан Мехмед I Кан након Мусине смрти 5. јула 1413. |
| (5. јул 1413 — 29. мај 1453)           |                                                                                           |                                            |                                                                   |                          |                                | |
| 5                                      | Мехмед I ÇELEBİ (Учтиви) KİRİŞÇİ                                                          | Портрет Мехмеда I                          | 5. јул 1413                                                       | 26. мај 1421             | Тугра Мехмеда I                | - Син Бајазита I; - Владао све до своје смрти. |
| 6                                      | Мурат II KOCA (Велики)                                                                    | Портрет Мурата II од Џона Јанга            | 25. јун 1421                                                      | 1444                     | Тугра Мурата II                | - Син Мехмеда I; - Абдицирао својом слободном вољом у корист сина Мехмеда II. |
| 7                                      | Мехмед II FATİH (Освајач)                                                                 |                                            | 1444                                                              | 1446                     | Тугра Мехмеда II               | - Син Мурата II; - Препустио престо оцу након што га је замолио да се врати на власт. |
| —                                      | Мурат II KOCA (Велики)                                                                    | Портрет Мурата II од Џона Јанга            | 1446                                                              | 3. фебруар 1451          | Тугра Мурата II                | - Поновна владавина; - Приморан да се врати на престо након побуне Јањичара; - Владао све до своје смрти. |
| (29. мај 1453 — 11/12. септембар 1683) |                                                                                           |                                            |                                                                   |                          |                                | |
| —                                      | Мехмед II FATİH (Освајач)                                                                 |                                            | 3. фебруар 1451                                                   | 3. мај 1481              | Тугра Мехмеда II               | - Поновна владавина; - Освојио Константинопољ 1453. године; - Владао све до своје смрти. |
| 8                                      | Бајазит II VELÎ (Светац)                                                                  | Портрет Бајазита II од Џона Јанга          | 19. мај 1481                                                      | 25. април 1512           | Тугра Бајазита II              | - Син Мехмеда II; - Абдицирао; - Отрован. |
| 9                                      | Селим I YAVUZ (Јаки) или KÖTÜ (Гадни) (Калиф свих Мусимана од 1517)                       | Портрет Селима I од Џона Јанга             | 25. април 1512                                                    | 20. септембар 1520       | Тугра Селима I                 | - Син Бајазита II; - Владао све до своје смрти. |
| 10                                     | Сулејман I MUHTEŞEM (Величанствени) или KANÛNÎ (Законодавац)                              | Портрет Сулејмана Величанственог           | 20. септембар 1520                                                | 5 или 6. септембар 1566  | Тугра Сулејмана Величанственог | - Син Селима I; - Владао све до своје смрти. |
| 11                                     | Селим II SARI (Жути)                                                                      | Портрет Селима II од Џона Јанга            | 29. септембар 1566                                                | 21. децембар 1574        | Тугра Селима II                | - Син Сулејмана I; - Владао све до своје смрти. |
| 12                                     | Мурат III                                                                                 | Портрет Мурата III од Џона Јанга           | 22. децембар 1574                                                 | 16. јануар 1595          | Тугра Мурата III               | - Син Селима II; - Владао све до своје смрти. |
| 13                                     | Мехмед III ADLÎ (Праведни)                                                                | Портрет Мехмеда III од Џона Јанга          | 27. јануар 1595                                                   | 20 или 21. децембар 1603 | Тугра Мехмеда III              | - Син Мурата III; - Владао све до своје смрти; |
| 14                                     | Ахмед I BAKHTÎ (Побожан)                                                                  | Портрет Ахмеда I од Џона Јанга             | 21. децембар 1603                                                 | 22. новембар 1617        | Тугра Ахмеда I                 | - Син Мехмеда III; - Владао све до своје смрти. |
| (22. новембар 1617 — 14. јул 1683)     |                                                                                           |                                            |                                                                   |                          |                                | |
| 15                                     | Мустафа I DELİ (Луди)                                                                     | Портрет of Mustafa I од Џона Јанга         | 22. новембар 1617                                                 | 26. фебруар 1618         | Тугра Мустафе I                | - Син Мехмеда III; - Свргнут због менталне ретардације у корист млађег братанца Османа II. |
| 16                                     | Осман II GENÇ (Млади) ŞEHÎD (Шехид — Мученик)                                             | Портрет Османа II од Џона Јанга            | 26. фебруар 1618                                                  | 19. мај 1622             | Тугра Османа II                | - Син Ахмеда I; - Свргнут приликом побуне Јањичара 19. маја 1622; - Погубљен 20. маја 1622. од стране Великог везира Кара Давуд-паше од компресије тестиса. |
| —                                      | Мустафа I DELİ (Луди)                                                                     | Портрет of Mustafa I од Џона Јанга         | 20. мај 1622                                                      | 10. септембар 1623       | Тугра Мустафе I                | - Поновна владавина; - Враћен на престо након погубљења његовог братанца Османа II; - Свргнут због менталне ретардације и заточен у Истанбулу све до смрти 20. јануара 1639. |
| 17                                     | Мурат IV SAHİB-Î KIRAN Освајач Багдада GHAZI (Ратник)                                     | Портрет Мурата IV од Џона Јанга            | 10. септембар 1623                                                | 8 или 9. фебруар 1640    | Тугра Мурата IV                | - Син Ахмеда I; - Владао све до своје смрти. |
| 18                                     | Ибрахим I DELİ (Луди) Освајач Крита ŞEHÎD (Shāhīd)                                        | Портрет Ибрахима I од Џона Јанга           | 9. фебруар 1640                                                   | 8. август 1648           | Тугра Ибрахима I               | - Син Ахмеда I; - Свргнут 8. августа 1648. у пучу који је предводио шејх ал-Ислам; - Задављен у Истанбулу 18. августа 1648. по налогу великог везира Мевлеви Мехмед-паше. |
| 19                                     | Мехмед IV AVCI (Ловац)                                                                    | Портрет Мехмеда IV од Џона Јанга           | 8. август 1648                                                    | 8. новембар 1687         | Тугра Мехмеда IV               | - Син Ибрахима I; - Свргнут 8. новембра 1687. након османског пораза у Другој мохачкој бици; - Умро у Једренама 6. јануара 1693. |
| 20                                     | Сулејман II GHAZI (Ратник)                                                                | Портрет Сулејмана II од Џона Јанга         | 8. новембар 1687                                                  | 22. јун 1691             | Тугра Сулејмана II             | - Син Ибрахима I; - Владао све до своје смрти. |
| 21                                     | Ахмед II KHAN GHAZI (Принц ратник)                                                        | Портрет Ахмеда II од Џона Јанга            | 22. јун 1691                                                      | 6. фебруар 1695          | Тугра Ахмеда II                | - Син Ибрахима I; - Владао све до своје смрти. |
| 22                                     | Мустафа II GHAZI (Ратник)                                                                 | Портрет of Mustafa II од Џона Јанга        | 6. фебруар 1695                                                   | 22. август 1703          | Тугра Мустафе II               | - Син Мехмеда IV; - Свргнут 22. августа 1703. због побуне Јањичара познате као Догађај из Једрена; - Умро у Истанбулу 8. јануара 1704. |
| (28. јануар 1699 — 6. јануар 1792)     |                                                                                           |                                            |                                                                   |                          |                                | |
| 23                                     | Ахмед III Лала Султан GHAZI (Ратник)                                                      | Портрет Ахмеда III од Џона Јанга           | 22. август 1703                                                   | 1 или 2. октобар 1730.   | Тугра Ахмеда III               | - Син Мехмеда IV; - Свргнут као последица побуне Јањичара коју је предводио Патрона Халил; - Умро 1. јула 1736. |
| 24                                     | Махмуд I GHAZI (Ратник) KAMBUR (Грбавац)                                                  | Портрет Махмуда I од Џона Јанга            | 2. октобар 1730                                                   | 13. децембар 1754        | Тугра Махмуда I                | - Син Мустафе II; - Владао све до своје смрти. |
| 25                                     | Осман III SOFU (Побожни)                                                                  | Портрет Османа III од Џона Јанга           | 13. децембар 1754                                                 | 29 или 30. октобар 1757  | Тугра Османа III               | - Син Мустафе II; - Владао све до своје смрти. |
| 26                                     | Мустафа III YENİLİKÇİ (Предузимљиви)                                                      | Портрет of Mustafa III од Џона Јанга       | 30. октобар 1757                                                  | 21. јануар 1774          | Тугра Мустафе III              | - Син Ахмеда III; - Владао све до своје смрти. |
| 27                                     | Абдул Хамид I Abd ul-Hamid (Слуга Божји) ISLAHATÇI (Реформатор) GHAZI (Ратник)            | Портрет Абдул Хамида I од Џона Јанга       | 21. јануар 1774.                                                  | 6 или 7. април 1789.     | Тугра Абдул Хамида I           | - Син Ахмеда III; - Владао све до своје смрти. |
| (6. јануар 1792. – 30. октобар 1918.)  |                                                                                           |                                            |                                                                   |                          |                                | |
| 28                                     | Селим III BESTEKÂR (The Composer) NİZÂM-Î (Regulative — Orderly) ŞEHÎD                    | Портрет Селима III by Konstantin Kapidagli | 7. април 1789.                                                    | 29. мај 1807.            | Тугра Селима III               | - Син Мустафе III; - Свргнут као последица побуне јањичара коју је предводио Кабакчи Мустафа против реформи које је спроводио; - Убијен у Истанбулу 28. јула 1808. оп налогу султана Мустафе IV. |
| 29                                     | Мустафа IV                                                                                | Портрет of Mustafa IV од Џона Јанга        | 29. мај 1807                                                      | 28. јул 1808             | Тугра Мустафе IV               | - Син Абдул Хамида I; - Свргнут у побуни јањичара коју је предводио Алемдар Мустафа-паша; - Погубљен у Истанбулу 17. новембра 1808. по наређењу султана Махмуда II. |
| 30                                     | Махмуд II İNKILÂPÇI (Реформатор) GHAZI (Ратник)                                           | Портрет Махмуда II од Џона Јанга           | 28. јул 1808                                                      | 1. јул 1839              | Тугра Махмуда II               | - Син Абдул Хамида I; - Расформирао Јањичаре 1826. године; - Владао све до своје смрти. |
| 31                                     | Абдул Меџид I TANZİMÂTÇI (Јаки реформатор или Заговорник реорганизације) GHAZI (Ратник)   | Портрет Абдул Меџида I                     | 1. јул 1839                                                       | 25. јун 1861             | Тугра Абдул Меџида I           | - Син Махмуда II; - Прогласио хатишериф који је покренуо Танзимат период реформи и реорганизације 3. новембра 1839. по налогу реформисте великог везира Косе Мистафе Рашид-паше; - Владао све до своје смрти. |
| 32                                     | Абдул Азиз I BAHTSIZ (Баксуз) ŞEHÎD                                                       | Портрет Абдул Азиза                        | 25. јун 1861                                                      | 30. мај 1876             | Тугра Абдул Азиза              | - Син Махмуда II; - Свргнут од стране министара; - Пет дана касније пронађен мртав (убиство или самоубиство). |
| 33                                     | Мехмед Мурат V                                                                            | Портрет Мурата V                           | 30. мај 1876                                                      | 31. август 1876          | Тугра Мурата V                 | - Син Абдул Меџида I; - Свргнут због његових напора да уведе демократске реформе у царство; - Наређено му је да борави у Чираган палати где је умро 29. августа 1904. |
| 34                                     | Абдул Хамид II Ulu Sultan Abd ul-Hamid Khan (Узвишени Кан)                                | Портрет Абдул Хамида II                    | 31. август 1876                                                   | 27. април 1909           | Тугра Абдул Хамида II          | - Син Абдул Меџида I; - Успоставио прву уставну власт 23. новембра 1876. а затим је суспендовао 13. фебруара 1878; - Успоставио другу уставну власт од 3. јула 1908; - Свргнут након Инцидента од 31. марта (13. април 1909); - Заточен у Беглербег сарају где је умро 10. фебруара 1918.                                                                  |
| 35                                     | Мехмед V REŞÂD (Решад) (Истински следбеник вере)                                          | Портрет Мехмеда V                          | 27. април 1909                                                    | 3. јул 1918              | Тугра Мехмеда V                | - Син Абдул Меџида I; - Владао као марионета Мехмед Талата, Исмаил Енвера, и Ахмед Џемала паша све до своје смрти. |
| (30. октобар 1918 — 1. новембар 1922)  |                                                                                           |                                            |                                                                   |                          |                                | |
| 36                                     | Мехмед VI Vahid ad-Din (Wahid ad-Din) (Ујединитељ религије (ислама) или Јединство ислама) | Мехмед VI                                  | 4. јул 1918.                                                      | 1. новембар 1922         | Тугра Мехмеда VI               | - Син Абдул Меџида I; - Султанат укинут; - Напустио Истанбул 17. новембра 1922; - Умро у прогонству у Санрему, Италији 16. маја 1926. |
| (18. новембар 1922 — 3. март 1924 )    |                                                                                           |                                            |                                                                   |                          |                                | |
| —                                      | Абдул Меџид II HALİFE (Последњи османски калиф)                                           | Портрет Абдул Меџида II                    | 18. новембар 1922                                                 | 3. март 1924             | —                              | - Син Абдул Азиза I; - Изабрани калиф од стране Велике народне скупштине Турске; - Прогнан након укидања калифата; - Умро у Паризу, Француска 23. августа 1944. |